# خانه (فیلم ۲۰۲۴)
خانه (انگلیسی: The Home) یک فیلم دلهره‌آور آمریکایی در سبک وحشت روان‌شناختی محصول سال ۲۰۲۴ به کارگردانی جیمز دموناکو، نویسندگی دموناکو و آدام کانتور با بازی پیت دیویدسون در نقش مکس است.

## داستان
مکس، مردی مشکل‌دار، در خانه سالمندان شروع به کار می‌کند و متوجه می‌شود که ساکنان و مراقبان آن اسرار شوم در خود دارند. همان‌طور که او ساختمان و طبقه چهارم ممنوعه را بررسی می‌کند، شروع به کشف پیوندهایی با گذشته و …

## تولید
فیلمبرداری اصلی در شهرهای نیوجرسی دنویل، الیزابت و ناتلی، از اواخر ژانویه تا اوایل آوریل ۲۰۲۲ انجام شد.

## انتشار
در اکتبر ۲۰۲۳، لاینزگیت حقوق پخش فیلم در ایالات متحده را در جشنواره بین‌المللی فیلم تورنتو در سال ۲۰۲۳ به دست آورد و اوایل سال ۲۰۲۴ اکران خود را در سینماها تعیین کرد.